# Onosma mollis
Onosma mollis är en strävbladig växtart som beskrevs av Dc. Onosma mollis ingår i släktet Onosma och familjen strävbladiga växter. Inga underarter finns listade i Catalogue of Life.